# (5924) Teruo
(5924) Teruo (1994 CH1) – planetoida z pasa głównego asteroid okrążająca Słońce w ciągu 3,6 lat w średniej odległości 2,35 j.a. Odkryta 7 lutego 1994 roku.